# Jack B. Child
| 5630 Billschaefer   | 21 marzo 1993     |
| 6525 Ocastron       | 20 settembre 1992 |
| 7779 Susanring      | 19 maggio 1993    |
| 7780 Maren          | 15 luglio 1993    |
| 9984 Gregbryant     | 18 aprile 1996    |
| 10168 Stony Ridge   | 4 febbraio 1995   |
| 12446 Juliabryant   | 15 agosto 1996    |
| 17640 Mount Stromlo | 15 agosto 1996    |

Jack B. Child (...) è un astronomo amatoriale statunitense.
Il Minor Planet Center gli accredita la scoperta di tredici asteroidi, effettuate tra il 1992 e il 1999, di cui in parte in collaborazione con altri astronomi: Greg Fisch, Eleanor Francis Helin, Robert H. McNaught e John E. Rogers.
Gli è stato dedicato l'asteroide 4580 Child.